# Campionati mondiali di nuoto 2017
La XVII edizione dei Campionati mondiali di nuoto si è svolta dal 14 al 30 luglio 2017 a Budapest, in Ungheria. La competizione sportiva è stata organizzata dalla Federazione Internazionale del Nuoto (FINA) e le discipline presenti sono state il nuoto, il nuoto di fondo, il nuoto sincronizzato, la pallanuoto ed i tuffi.

## Assegnazione
L'organizzazione della manifestazione venne ufficialmente affidata a Guadalajara, in Messico, il 15 luglio 2011 durante il Congresso Generale Biennale della FINA, tenutosi a Shanghai, nel febbraio 2015 il Messico ritirò la sua candidatura per ospitare i campionati mondiali, poiché gli organizzatori dichiararono di non poter sostenere i 100 milioni di dollari necessari per ospitare l'evento, l'11 marzo 2015, fu annunciato che i campionati sarebbero stati a Budapest, la quale avrebbe dovuto ospitare l'edizione del 2021.

## Sedi di gara
Le sedi che hanno ospitato i vari eventi sono state:
- Duna Aréna (nuoto, tuffi)
- Stadio del nuoto Alfréd Hajós (pallanuoto)
- Lago Balaton (nuoto in acque libere)
- Piazza Batthyány tér (tuffi grandi altezze)
- Parco Városliget (nuoto sincronizzato)

## Discipline
In questa edizione dei mondiali si sono disputate 75 gare.
| Disciplina            | Masc. | Femm. | Miste | Tot. |
| --------------------- | ----- | ----- | ----- | ---- |
| Nuoto                 | 20    | 20    | 2     | 42   |
| Nuoto in acque libere | 3     | 3     | 1     | 7    |
| Tuffi                 | 6     | 6     | 3     | 15   |
| Nuoto sincronizzato   | -     | 7     | 2     | 9    |
| Pallanuoto            | 1     | 1     | -     | 2    |
| Totale                | 30    | 37    | 8     | 75   |

## Partecipanti
Hanno preso parte alla competizione 2 360 atleti in rappresentanza di 182 federazioni nazionali. 
I nuotatori Rami Anis e Yusra Mardini, rifugiati politici, hanno partecipato sotto l'egida della FINA come atleti indipendenti.
A causa della sospensione della Federazione del Nuoto del Kuwait, gli atleti kuwaitiani (Khaled Al-Houti e Rashed Al-Tarmoom) sono stati autorizzati a partecipare come atleti indipendenti sotto lo stendardo FINA, con il codice designato di "SMF". 
- Afghanistan (2)
- Albania (4)
- Algeria (4)
- Samoa Americane (1)
- Andorra (2)
- Angola (5)
- Antille Olandesi (4)
- Argentina (13)
- Armenia (7)
- Aruba (5)
- Australia (83)
- Austria (9)
- Azerbaigian (3)
- Bahamas (2)
- Brunei (2)
- Bangladesh (3)
- Barbados (4)
- Bielorussia (28)
- Belgio (4)
- Benin (3)
- Bolivia (6)
- Bosnia ed Erzegovina (3)
- Botswana (3)
- Brasile (61)
- Isole Vergini Britanniche (1)
- Brunei (2)
- Bulgaria (8)
- Burkina Faso (3)
- Burundi (3)
- Cambogia (3)
- Canada (83)
- Isole Cayman (1)
- Rep. Centrafricana (1)
- Cile (8)
- Cina (93)
- Taipei cinese (9)
- Colombia (21)
- Comore (3)
- Isole Cook (2)
- Costa Rica (16)
- Costa d'Avorio (4)
- Croazia (29)
- Cuba (13)
- Curaçao (3)
- Cipro (4)
- Rep. Ceca (21)
- Danimarca (15)
- Gibuti (2)
- Rep. Dominicana (5)
- Ecuador (8)
- Egitto (35)
- El Salvador (4)
- Estonia (8)
- Fær Øer (4)
- Figi (3)
- Finlandia (11)
- Atleti indipendenti FINA (2)
- Francia (59)
- Gambia (2)
- Georgia (6)
- Germania (51)
- Ghana (4)
- Gran Bretagna (51)
- Grecia (54)
- Grenada (3)
- Guam (4)
- Guatemala (6)
- Guinea (3)
- Guyana (3)
- Haiti (3)
- Honduras (4)
- Hong Kong (13)
- Ungheria (81)
- Islanda (3)
- India (6)
- Indonesia (9)
- Iran (1)
- Iraq (3)
- Irlanda (7)
- Israele (32)
- Italia (89)
- Giamaica (3)
- Giappone (77)
- Giordania (6)
- Kazakistan (46)
- Kenya (4)
- Corea del Nord (17)
- Corea del Sud (26)
- Kosovo (4)
- Kirghizistan (4)
- Laos (3)
- Lettonia (7)
- Libano (4)
- Libia (2)
- Liechtenstein (4)
- Lituania (11)
- Lussemburgo (7)
- Macao (20)
- Macedonia (2)
- Madagascar (4)
- Malawi (3)
- Malaysia (11)
- Maldive (4)
- Mali (3)
- Malta (3)
- Isole Marshall (3)
- Mauritius (3)
- Messico (46)
- Micronesia (3)
- Moldavia (4)
- Monaco (2)
- Mongolia (4)
- Montenegro (16)
- Marocco (3)
- Mozambico (4)
- Namibia (5)
- Nepal (4)
- Paesi Bassi (39)
- Nuova Zelanda (30)
- Nicaragua (3)
- Niger (3)
- Nigeria (3)
- Isole Marianne Settentrionali (4)
- Norvegia (3)
- Oman (1)
- Pakistan (2)
- Palau (3)
- Palestina (3)
- Panama (6)
- Papua Nuova Guinea (2)
- Paraguay (6)
- Perù (3)
- Filippine (7)
- Polonia (27)
- Portogallo (12)
- Porto Rico (4)
- Qatar (2)
- Romania (6)
- Russia (91)
- Ruanda (2)
- Saint Lucia (3)
- Saint Vincent e Grenadine (2)
- Samoa (3)
- Senegal (6)
- Serbia (28)
- Seychelles (4)
- Sierra Leone (3)
- Singapore (14)
- Slovacchia (21)
- Slovenia (7)
- Sudafrica (60)
- Spagna (51)
- Sri Lanka (3)
- Suriname (3)
- Membri delle Federazioni Sospese (SMF) (2)
- eSwatini (3)
- Svezia (11)
- Svizzera (23)
- Siria (4)
- Tagikistan (4)
- Tanzania (3)
- Thailandia (4)
- Timor Est (1)
- Togo (2)
- Tonga (3)
- Trinidad e Tobago (2)
- Tunisia (3)
- Turchia (6)
- Turkmenistan (1)
- Uganda (3)
- Ucraina (39)
- Emirati Arabi Uniti (1)
- Stati Uniti (116)
- Uruguay (4)
- Uzbekistan (17)
- Venezuela (15)
- Vietnam (6)
- Isole Vergini Americane (2)
- Yemen (3)
- Zambia (3)
- Zimbabwe (4)

## Calendario
| ● | Cerimonia d'apertura |  | Competizioni |  | Finali | ● | Cerimonia di chiusura |

| Luglio 2017           | Luglio 2017           | Ven | Sab | Dom | Lun | Mar | Mer | Gio | Ven | Sab | Dom | Lun | Mar | Mer | Gio | Ven | Sab | Dom | Totale |
| Luglio 2017           | Luglio 2017           | 14  | 15  | 16  | 17  | 18  | 19  | 20  | 21  | 22  | 23  | 24  | 25  | 26  | 27  | 28  | 29  | 30  | Totale |
| --------------------- | --------------------- | --- | --- | --- | --- | --- | --- | --- | --- | --- | --- | --- | --- | --- | --- | --- | --- | --- | ------ |
| Cerimonie             | Cerimonie             | ●   |     |     |     |     |     |     |     |     |     |     |     |     |     |     |     | ●   |        |
| Nuoto                 | Nuoto                 |     |     |     |     |     |     |     |     |     | 4   | 4   | 5   | 5   | 5   | 5   | 6   | 8   | 42     |
| Nuoto in acque libere | Nuoto in acque libere |     | 1   | 1   |     | 1   | 1   | 1   | 2   |     |     |     |     |     |     |     |     |     | 7      |
| Nuoto sincronizzato   | Nuoto sincronizzato   |     | 1   | 1   | 1   | 1   | 1   | 1   | 1   | 2   |     |     |     |     |     |     |     |     | 9      |
| Tuffi                 | Tuffi                 |     | 3   | 2   | 2   | 1   | 1   | 1   | 1   | 2   |     |     |     |     |     |     |     |     | 13     |
| Tuffi grandi altezze  | Tuffi grandi altezze  |     |     |     |     |     |     |     |     |     |     |     |     |     |     |     | 1   | 1   | 2      |
| Pallanuoto            | Pallanuoto            |     |     |     |     |     |     |     |     |     |     |     |     |     |     | 1   | 1   |     | 2      |
| Medaglie              | Medaglie              |     | 5   | 4   | 3   | 3   | 3   | 3   | 4   | 4   | 4   | 4   | 5   | 5   | 5   | 6   | 8   | 9   | 75     |

## Medagliere
| Pos.   | Paese          | Oro | Argento | Bronzo | Totale |
| ------ | -------------- | --- | ------- | ------ | ------ |
| 1      | Stati Uniti    | 21  | 12      | 13     | 46     |
| 2      | Cina           | 12  | 12      | 6      | 30     |
| 3      | Russia         | 11  | 6       | 8      | 25     |
| 4      | Francia        | 6   | 1       | 2      | 9      |
| 5      | Gran Bretagna  | 5   | 3       | 3      | 11     |
| 6      | Italia         | 4   | 3       | 9      | 16     |
| 7      | Australia      | 3   | 5       | 4      | 12     |
| 8      | Svezia         | 3   | 1       | 0      | 4      |
| 9      | Ungheria       | 2   | 5       | 2      | 9      |
| 10     | Brasile        | 2   | 4       | 2      | 8      |
| 11     | Spagna         | 1   | 5       | 0      | 6      |
| 12     | Paesi Bassi    | 1   | 4       | 1      | 6      |
| 13     | Canada         | 1   | 1       | 5      | 7      |
| 14     | Malaysia       | 1   | 0       | 1      | 2      |
| 14     | Sudafrica      | 1   | 0       | 1      | 2      |
| 16     | Croazia        | 1   | 0       | 0      | 1      |
| 17     | Giappone       | 0   | 4       | 5      | 9      |
| 18     | Ucraina        | 0   | 2       | 7      | 9      |
| 19     | Germania       | 0   | 2       | 1      | 3      |
| 20     | Messico        | 0   | 2       | 0      | 2      |
| 21     | Corea del Nord | 0   | 1       | 1      | 2      |
| 22     | Rep. Ceca      | 0   | 1       | 0      | 1      |
| 22     | Ecuador        | 0   | 1       | 0      | 1      |
| 22     | Polonia        | 0   | 1       | 0      | 1      |
| 25     | Bielorussia    | 0   | 0       | 2      | 2      |
| 26     | Danimarca      | 0   | 0       | 1      | 1      |
| 26     | Egitto         | 0   | 0       | 1      | 1      |
| 26     | Serbia         | 0   | 0       | 1      | 1      |
| 26     | Singapore      | 0   | 0       | 1      | 1      |
| Totale | Totale         | 75  | 76      | 77     | 228    |